# Kulpåsen
Kulpåsen (originaltitel: Un Sac de Billes) är en självbiografisk roman från 1973 av den franske författaren Joseph Joffo, och tillika dennes debutverk. Boken utkom 1977 i svensk översättning.
Boken handlar om Joffos och hans familjs flykt tvärs över Frankrike undan Förintelsen och antisemitismen under Andra världskriget.